# Uwe Berg-Verlag
Die Uwe Berg-Verlag GbR ist ein deutscher Kleinverlag und Versandhandel mit angeschlossenem Antiquariat aus Toppenstedt. Er wurde 1970 von dem im Neonazismus sozialisierten Freibund-Mitglied Uwe Berg gegründet. Das Verlagsprogramm ist NS-orientiert; verlegt wurden bereits als rechtsextrem, antisemitisch und rassistisch geltende Schriften. Einen Schwerpunkt bilden derzeit die „Quellentexte zur Konservativen Revolution“. Wissenschaftler rechnen den Verlag dem rechtsextremen Spektrum zu.

## Geschichte
Der Uwe Berg-Verlag wurde 1970 als Verlag und Antiquariat Uwe Berg gegründet. Verleger Uwe Berg, einst Mitglied der Wiking-Jugend und des Bundes Heimattreuer Jugend, für die er noch 1970 in Flandern als Lagerführer fungierte und u. a. Odfried Hepp ausbildete, führte anfangs den Verlag allein. Heute leiten den Verlag der Vater und Sohn Dietrolf Berg. Der Schwiegersohn Andreas Theißen ist NPD-Funktionär. Die Fachjournalistin Andrea Röpke (2008) kommentierte, dass sich die im niedersächsischen Toppenstedt ansässige Familie „generationsübergreifend in die rechte Szene“ einbringe. Es habe in der Vergangenheit Beziehungen zu Jürgen Rieger (Artgemeinschaft – Germanische Glaubens-Gemeinschaft wesensgemäßer Lebensgestaltung) und Gudrun Burwitz gegeben. Laut Röpke und Speit sei die „national“ erzogene Familie Berg dem Umfeld des Sturmvogels zuzurechnen. Von journalistischer Seite wird die Lüneburger Heide „als Zentrum völkischer Siedler und ihrer Gesinnungsgenossen“ beschrieben.
Uwe Berg warb in den 1970er Jahren in seinem Verlagskatalog mit Adolf Hitlers Mein Kampf und anderen einschlägigen Nazi-Publikationen, wofür er 1976 von einem Gericht in Lüneburg zu einer Geldstrafe i.H.v. 2.250 DM verurteilt wurde.
Am 26. Mai 1989 wurde auf das Versandantiquariat ein Brandanschlag durch Unbekannt verübt. Hierzu kursierte die Erklärung „Brandanschlag auf das Versandtantiquariat des Nazis Uwe Berg in Toppenstedt“. Wegen einer Serie von Delikten in den 1980er Jahren ermittelten die Landeskriminalämter Niedersachsen und Hamburg gegen mutmaßlich militante Antifaschisten. Personen kamen in Untersuchungshaft, wurden allerdings nach mehreren Wochen wieder auf freien Fuß gesetzt.
Nach der Gründung der Zeitung Junge Freiheit schaltete Berg ebendort Anzeigen. In den Jahren 2012 (Berlin), 2013 (Berlin) und 2014 (Düsseldorf) war der Verlag Mitaussteller auf der Messe zwischentag um den neurechten Verleger Götz Kubitschek und den Publizisten Felix Menzel. Die bei Berg publizierten „Quellentexte zur Konservativen Revolution“ (Nationalrevolutionäre, Jungkonservative, Landvolkbewegung und Völkische) werden auch offiziell von Kubitscheks Verlag Antaios in Schnellroda vertrieben. Nach Speit unterscheide sie „von den Originalen […] nur ein neuer Einband und eine kurze Vorbemerkung“.
Im Verfassungsschutzbericht des Bundesministeriums des Innern von 2000 tauchte der Name in der Rubrik Rechtsextremismus auf. Es würde sich demnach um einen „kleineren Verlag“ der Szene handeln, der „Nachdrucke von Schriften aus dem nationalsozialistischen und völkischen Lager“ vertreibe. Das vermeintliche Argument der „wissenschaftlichen Forschung“ sei vorgeschoben, da die politische Ausrichtung offenkundig sei. 2012 brachte eine Kleine Anfrage einer Abgeordneten der Partei Die Linke im Niedersächsischen Landtag bezüglich der Verbindung von völkischen Brauchtumsfesten (Sonnenwendfeier) und dem Antiquariat zutage, dass der Verlag (nicht die Familie Berg) gegenwärtig Beobachtungsobjekt des Verfassungsschutzes Niedersachsen sei. Röpke bemerkte, dass die „konspirativen Sonnenwendveranstaltungen der Familie Berg“ bereits seit Jahren in der Region bekannt seien.

## Programm und Zielgruppe
In den 1970er Jahren ließ der Verlag antisemitische Schriften der Jahrhundertwende wieder aufleben. Beispielsweise wurde auch ein Nachdruck des antijudaistischen und antisemitischen Pamphlets Der Mauscheljude herausgebracht. 1977 edierte der Verlag eine Kunstdruckmappe von Zeichnungen des NS-Künstlers Wolfgang Willrich, des Vordenkers der Ausstellung „Entartete Kunst“. 1979 erschien die als rechtsextrem, holocaustleugnend eingestufte Schrift Simon Wiesenthals juedische Dokumentation und das KZ Mauthausen des Rechtsextremisten und Revisionisten Wolf Dieter Rothe. Berg verlegte ab den frühen 1980er Jahren alte und neue NS-Literatur sowie 1983 einen Nachdruck der „Liste der auszusondernden Literatur“, wodurch der Verlag in einen Übersichtsband zum weltweiten Rechtsradikalismus aufgenommen wurde. Der Buchwissenschaftler Siegfried Lokatis (2010) befand, dass damit der „Index gleichsam seiner ursprünglichen Funktion zugeführt“ wurde und erneut als „neonazistischer Kanon“ diente.
Die Toppenstedter Reihe gilt dem Verlag als „Sammlung bibliographischer Hilfsmittel zur Erforschung der Konservativen Revolution und des Nationalsozialismus“. Der dort erschienene Reprint Bibliographie des Nationalsozialismus (1983) enthalte beispielsweise „alle nationalsozialistischen Werke im engeren Sinne“. Auch werden Schriften des Reichsernährungsministers Walther Darré (des Blut-und-Boden-Theoretikers der NSDAP), des Eugenikers Hans F. K. Günther (des Urhebers der NS-Rassenideologie), des paganen völkischreligiösen Ideologen Ludwig Fahrenkrog (des Hochwarts der Germanischen Glaubens-Gemeinschaft) und Otto Reuters (des Gründers der Deutschgläubigen Gemeinschaft) sowie Holzschnitte des NS-Künstlers Georg Sluyterman von Langeweyde vertrieben. 1995 wurde das als rechtsextrem geltende Baumann-„Standardwerk“ über Herman Wirth, ehemaliger Leiter der SS-Institution Deutsches Ahnenerbe, bei Uwe Berg verlegt. Laut einer Forschergruppe des Duisburger Instituts für Sprach- und Sozialforschung (2010) unter Siegfried Jäger habe sich der Verlag „auf die Pflege der NS-Literatur spezialisiert“. Auch Andrea Röpke, die mit ihrem Kollegen Andreas Speit einige Schriften als rassistisch beurteilte, attestierte dem Versandantiquariat eine „NS-Orientierung“.
Das Verlagsprogramm umfasse derzeit Bücher in 25 Rubriken (Anthropologie, Sagen, Volkskunde etc.). Die Niedersächsische Landesregierung konstatierte 2012, dass der Verlag Uwe Berg neben NS-Literatur auch NS-verherrlichende Nachkriegsliteratur vertreibe. Ferner vermutete man, dass der Verlag so „ideologisch auf die Leserschaft wirken“ wolle.

## Ausrichtung und Bewertung
Nach der Fachjournalistin Franziska Hundseder (1995) gelte die Buchhandlung als „Insidertip für einschlägige Literatur, die vergriffen ist“. Der Fachjournalist Anton Maegerle (2003) zählt Uwe Berg zu den „bedeutendste[n] rechtsextreme[n] Verlag[en] in Niedersachsen“. Es sei, laut Röpke und Speit, ein „über die bundesdeutschen Grenzen hinaus bekannte[r] rechte[r] Versandhandel mit Antiquariat“.
Mathias Brodkorb von der Initiative Endstation Rechts bemerkte 2008: Es werde „von der Öffentlichkeit nicht nur ‚die Rechte‘, sondern auch ‚der Nationalsozialismus‘ ideologisch noch immer als monolithischer Block wahrgenommen. Offenbar auch um dieser vereinfachenden Sicht entgegenzuwirken, widmet sich der rechte Verleger Uwe Berg seit Jahren der Wiederveröffentlichung schwer zugänglicher klassischer Texte von Rechts, insbesondere jener der ‚Konservativen Revolution‘.“
2006 konstatierte der Historiker Justus H. Ulbricht, dass der Verlag „eine Art völkische[] Buchpolitik“ betreibe. Man stelle Faksimiles her oder halte antiquarisch Bücher bereit, „von denen heutige Völkische und Rechtsradikale glauben, dass diese zum geistigen Rüstzeug eines jeden ‚deutsch empfindenden‘ Menschen gehören.“ Nach dem Historiker Volker Weiß (2015) sei der Verlag auf ein „extrem rechte[s] Klientel spezialisiert[]“. Er verlege Nachdrucke von Vertretern der „Konservativen Revolution“ aus den 1920er und 1930er Jahren wie Arthur Moeller van den Bruck (mit seinem Hauptwerk Das dritte Reich) und Ernst von Salomon. Diese Schriften werden zum Teil auf neonazistischen Seiten wie Altermedia beworben.
Die Historiker Peter Staudenmaier (2009), Cornell University, und Hanno Plass (2013), Zentrum für Antisemitismusforschung der Technischen Universität Berlin, sehen Uwe Berg als rechtsextremen („far-right“) Verlag an. Siegfried Lokatis (2010), Leipziger Zeithistoriker und Buchwissenschaftler, bezeichnet ihn als „rechtsgerichtete[s] Antiquariat“.